# ژانت وسکانیان
ژانت خاچیک وُسکانیان (ارمنی: Ժանետ Խաչիկ Ոսկանեան؛ انگلیسی: Janet Khachik Voskanian؛ زاده ۱۹۴۵) بازیگر ارمنی‌تبار اهل ایران است. وی بین سال‌های ۱۹۷۵ تا ۲۰۰۵  میلادی (۱۳۵۴ تا ۱۳۸۴) فعالیت می‌کرد.

## زندگی‌نامه
وی در ۱۹۴۵ میلادی (۱۳۲۴ خورشیدی) در تهران به دنیا آمد. وی از بازیگران تئاتر ارمنیان تهران است. او از سال ۱۹۸۹ (۱۳۶۸) با گروه‌های تئاتر به همکاری پرداخت. نمایش‌های عمده‌ای که ژانت وسکانیان در آنها نقش‌آفرینی کرده است عبارت‌انداز: «مسیر راه»، «بازرس»، «نازار شجاع» و «کلاغ طلایی». از سال ۱۹۷۲ (۱۳۷۱) با بازی در فیلم سینمایی «مردی در آئینه» به عالم سینما روی آورد.

## فیلم‌شناسی
- اضطراب (۱۳۵۴)
- مردی در آینه (۱۳۷۱)
- صلیب طلایی (۱۳۷۱)
- پنجاه روز التهاب (۱۳۷۲)
- بلوف (۱۳۷۲)
- شب بی پایان (۱۳۷۸)
- بانوی من (۱۳۸۱)
- چند می‌گیری گریه کنی (۱۳۸۴)